# Paullo
Paullo (Paù in dialetto locale, AFI: /paˈy/) è un comune italiano di 11 193 abitanti della città metropolitana di Milano in Lombardia, situato a circa 10 chilometri ad est del capoluogo lombardo. È uno dei 61 comuni del Parco Agricolo Sud Milano. Il comune è al confine tra le province di Milano e Lodi, con le quali intrattiene legami di tipo storico, culturale ed economico.
Il comune è stato fregiato del titolo di città nel 2009 dal presidente della Repubblica italiana Giorgio Napolitano.

## Geografia fisica

### Territorio

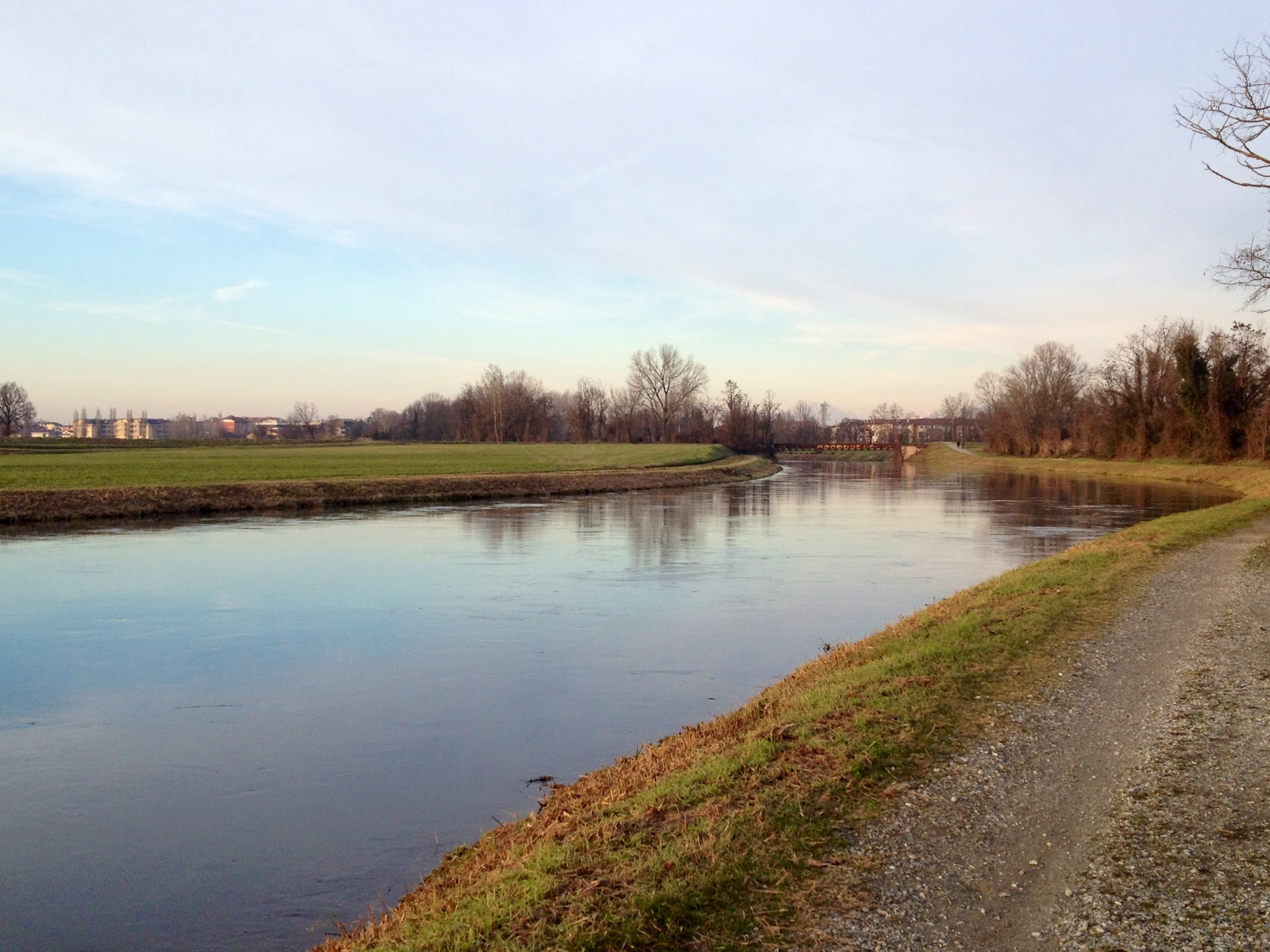
Il canale Muzza alle porte di Paullo

Nonostante il territorio della città metropolitana di Milano sia tra i più densamente popolati e urbanizzati, quasi il 40% è composto da aree tutelate come parchi. Nel comune di Paullo si trova il Parco Agricolo Sud Milano.
Il comune ha una vocazione principalmente commerciale: sorgono sul territorio di Paullo numerose ditte, fabbriche e piccole aziende.
La Paullese, che prende il nome proprio da Paullo, è un'importante strada che collega Milano a Cremona.
Il territorio, completamente pianeggiante e ricco di corsi d'acqua che, irrigando abbondantemente il terreno, ne accrescono la produttività, presenta un profilo geometrico molto regolare, con variazioni altimetriche irrilevanti.

### Clima
In base alla media trentennale di riferimento (1971-2000) della stazione meteorologica di Milano Linate, situata a meno di 10 km. La temperatura media del mese più freddo, gennaio, è di +2,5 °C, mentre quella del mese più caldo, luglio, è di +23,6 °C; mediamente si contano 57 giorni di gelo all'anno e 31 giorni annui con temperatura massima uguale o superiore ai 30 °C. Nel trentennio esaminato, i valori estremi di temperatura sono i +37,2 °C del luglio 1983 e i -14,4 °C del gennaio 1985.
Le precipitazioni medie annue si attestano a 920 mm, mediamente distribuite in 82 giorni, con minimo relativo in inverno, picco massimo in autunno e massimo secondario in primavera per gli accumuli totali stagionali.
L'umidità relativa media annua fa registrare il valore di 75,5% con minimi di 70% a marzo e a luglio e massimo di 84% a dicembre; mediamente si contano 93 giorni all'anno con episodi nebbiosi.
| MILANO LINATE (1971-2000)       | Mesi         | Mesi         | Mesi        | Mesi        | Mesi        | Mesi        | Mesi        | Mesi        | Mesi        | Mesi        | Mesi        | Mesi        | Stagioni | Stagioni | Stagioni | Stagioni | Anno  |
| MILANO LINATE (1971-2000)       | Gen          | Feb          | Mar         | Apr         | Mag         | Giu         | Lug         | Ago         | Set         | Ott         | Nov         | Dic         | Inv      | Pri      | Est      | Aut      | Anno  |
| ------------------------------- | ------------ | ------------ | ----------- | ----------- | ----------- | ----------- | ----------- | ----------- | ----------- | ----------- | ----------- | ----------- | -------- | -------- | -------- | -------- | ----- |
| T. max. media (°C)              | 5,9          | 9,0          | 14,3        | 17,4        | 22,3        | 26,2        | 29,2        | 28,5        | 24,4        | 17,8        | 10,7        | 6,4         | 7,1      | 18,0     | 28,0     | 17,6     | 17,7  |
| T. min. media (°C)              | −0,9         | 0,3          | 3,8         | 7,0         | 11,6        | 15,4        | 18,0        | 17,6        | 14,0        | 9,0         | 3,7         | 0,1         | −0,2     | 7,5      | 17,0     | 8,9      | 8,3   |
| T. max. assoluta (°C)           | 21,7 (2000)  | 23,8 (1990)  | 27,3 (1997) | 26,8 (1997) | 32,0 (1997) | 35,4 (1996) | 37,2 (1983) | 37,1 (1998) | 33,0 (1983) | 30,4 (1997) | 21,4 (1998) | 18,1 (1991) | 23,8     | 32,0     | 37,2     | 33,0     | 37,2  |
| T. min. assoluta (°C)           | −14,4 (1985) | −12,8 (1991) | −7,4 (1971) | −2,4 (1973) | 1,2 (1991)  | 8,0 (1991)  | 10,1 (1974) | 8,4 (1972)  | 3,0 (1972)  | −2,3 (1973) | −6,0 (1983) | −9,9 (1981) | −14,4    | −7,4     | 8,0      | −6,0     | −14,4 |
| Giorni di calura (Tmax ≥ 30 °C) | 0            | 0            | 0           | 0           | 0           | 4           | 14          | 12          | 1           | 0           | 0           | 0           | 0        | 0        | 30       | 1        | 31    |
| Giorni di gelo (Tmin ≤ 0 °C)    | 18           | 13           | 4           | 1           | 0           | 0           | 0           | 0           | 0           | 0           | 5           | 16          | 47       | 5        | 0        | 5        | 57    |
| Precipitazioni (mm)             | 58,7         | 49,2         | 65,0        | 75,5        | 95,5        | 66,7        | 66,8        | 88,8        | 93,1        | 122,4       | 76,7        | 61,7        | 169,6    | 236,0    | 222,3    | 292,2    | 920,1 |
| Giorni di pioggia               | 7            | 5            | 7           | 8           | 9           | 8           | 5           | 7           | 6           | 8           | 6           | 6           | 18       | 24       | 20       | 20       | 82    |
| Giorni di nebbia                | 21           | 12           | 5           | 2           | 1           | 1           | 1           | 1           | 4           | 12          | 16          | 17          | 50       | 8        | 3        | 32       | 93    |
| Umidità relativa media (%)      | 83           | 75           | 70          | 72          | 72          | 71          | 70          | 72          | 74          | 80          | 83          | 84          | 80,7     | 71,3     | 71       | 79       | 75,5  |

## Origini del nome
Il nome Paullo deriva dal latino palus, paludis (palude) diventato con il tempo pa(d)ulo. Questa provenienza del nome si riferisce al fatto che il paese è sorto vicino ad una palude prosciugata dai Benedettini

## Storia

### Le origini
Le origini del paese sono legate alla presenza del lago o mare Gerundo formatosi dallo straripamento dell'Adda e Serio. Il lago Gerundo (da glarea, cioè "ghiaia") viene menzionato anche nei documenti medievali fino a quando scomparve, in seguito ai numerosi lavori di bonifica del territorio. I primi insediamenti abitati sul territorio di Paullo risalgono al VI secolo a.C., quando gli Insubri, popolazione di origine celtica, si stanziarono in queste zone, attratti dalle ingenti risorse idriche.
I Galli lasciarono dei segni importanti del loro passaggio, fra cui diversi toponimi, usi, costumi e termini della lingua locale.

### L'epoca romana
A partire dal III secolo a.C. il territorio di Paullo fu conquistato dai Romani, i quali intrapresero importanti opere di bonifica che ridussero notevolmente la zona paludosa. Fu ridotta notevolmente la zona paludosa e le acque furono convogliate nella Fossa Mucia o Mutia (probabilmente un ramo dell'Adda), così chiamata dal nome del magistrato romano Mucius che ne curò l'attuazione, donde il futuro canale Muzza. La presenza romana è testimoniata da numerosi ritrovamenti, fra cui monete di età repubblicana e imperiale, alcune tombe presso la cascina Villambrera e diversi reperti archeologici.
Da Paullo, in epoca romana, passava la via Regina, strada romana che collegava il porto fluviale di Cremona (la moderna Cremona) con Clavenna (Chiavenna) passando da Mediolanum (Milano). Anche l'assetto viario del paese rimanda alla struttura ortogonale, tipicamente romana, formata dall'incrocio fra il cardo (identificabile con l'attuale via Matteotti) e il decumano (probabilmente l'attuale via Milano).

### Il Medioevo
Dopo la caduta dell'Impero romano d'Occidente il territorio di Paullo fu travolto dalle invasioni e dalle incursioni barbariche e dal dissesto idrologico dovuto all'aumento della piovosità (VI-VII secolo). Nella seconda metà del VI secolo iniziò il regno dei Longobardi, i quali utilizzarono i corsi d'acqua del territorio di Paullo (l'Adda e il Lambro) per i commerci. I Longobardi furono cacciati dai franchi nella seconda metà dell'VIII secolo, tuttavia la dominazione franca durò soltanto fino alla disgregazione dell'impero carolingio.
Nel X secolo il territorio di Paullo fu colpito dalle incursioni degli Ungari, per questo motivo furono eretti dei castelli per difendere i villaggi. In questo periodo Paullo fu posto sotto la giurisdizione dell'abate del monastero di San Pietro in Lodi Vecchio. I benedettini intrapresero una serie di lavori di recupero del territorio, che ormai da secoli era in degrado. Agli stessi benedettini si deve probabilmente la costruzione della chiesa parrocchiale, abbattuta negli anni sessanta del Novecento.
In questa stessa epoca giunsero nel territorio i frati e le monache dell'ordine degli Umiliati che si pensa risiedessero nell'attuale villa Moncucca e gestissero un ospedale presso l'attuale cascina Ronco dove in una chiesetta era venerata la statua della Madonna che ora si trova nel santuario del Pratello, sorto tra il 1100 e il 1200.
Nella prima metà del XII secolo fu realizzata una delle più importanti opere di irrigazione dell'Europa medievale: lo scavo del canale Muzza. Durante il Medioevo Paullo fu sottoposto alle signorie dei Visconti e, più tardi, degli Sforza. Nel XV secolo Francesco Sforza ordinò la costruzione di due torri e di un fossato per difendere il canale Muzza durante le guerre con Venezia.

### L'Età moderna
Arcagna, Cassino d'Alberi, Casolate, Cervignano, Cologno, Comazzo, Dresano, Galgagnano, Isola Balba, Merlino, Mignette, Modignano, Montanaso Lombardo, Mulazzano, Paullo, Quartiano, Sordio, Tavazzano, Tribiano, Villa Pompeiana, Zelo Buon Persico
La signoria sforzesca terminò all'inizio del XVI secolo, quando il Ducato di Milano diventò un territorio conteso fra spagnoli e francesi.
Nel 1540 Paullo, sempre parte del contado di Lodi e della diocesi di Lodi, fu ceduto in feudo dai feudatari Carcassola alla famiglia Tasso di Cornello (Bergamo), grazie ad un diploma imperiale di Carlo V. Essi avevano la loro dimora nell'attuale vicolo Castello. Dopo oltre cinquant'anni di guerra nel 1559 la Pace di Cateau-Cambrésis sancì il predominio spagnolo in Italia. Fino all'inizio del XVIII secolo Paullo, come i territori dell'antico Ducato milanese, rimase sotto il governo della Corona di Spagna. Nel Settecento, tuttavia, la crisi dinastica spagnola portò alla guerra di successione, che coinvolse le maggiori potenze europee. Con la Pace di Utrecht (1713) i territori italiani che fino a quel momento erano in mano agli spagnoli passarono agli austriaci.
In quest'epoca sorgeva nell'attuale piazza Marconi il palazzo pretorio, dove si tenevano i processi ed il nucleo abitato era composto da tre edifici raggruppati intorno alla chiesa. Gli edifici comprendevano, oltre all'abitazione, stalle, pollai, porcili, forni botteghe ed avevano annessi orti e cortili.
Il governo degli Asburgo fu interrotto soltanto alla fine del XVIII secolo, con la discesa in Italia dell'esercito francese guidato da Napoleone Bonaparte. Paullo entrò a far parte, in un primo momento, della Repubblica Cisalpina e successivamente del Regno d'Italia. Il paese fu assegnato al Dipartimento dell'Alto Po, distretto di Lodi, Cantone di Paullo. Furono aggregate al comune, Gardino, Merlino, Tribiano e Villambrera, ridivenute autonome con la costituzione del Regno Lombardo-Veneto. Villambrera fu aggregata definitivamente nel 1841.

### L'Età contemporanea
Nel 1848 un'ondata di moti rivoluzionaria scoppiò in tutta Europa, anche Paullo contribuì attivamente all'insurrezione delle Cinque giornate di Milano, con una quarantina di volontari, contro il governo asburgico. Gli austriaci sconfissero gli insorti sotto Porta Tosa e li inseguirono fino al ponte della Muzza distruggendo le loro barricate difensive.
L'occupazione austriaca terminò con la seconda guerra d'indipendenza italiana, grazie al quale Paullo entrò a far parte del Regno d'Italia creato dai Piemontesi. In seguito all’aggregazione di tutto il lodigiano alla provincia di Milano voluta dal nuovo governo, seppur senza alcun base storica, Paullo si legò per la prima volta al capoluogo meneghino. L'attività economica del paese era prevalentemente agricola e l'analfabetismo era ancora molto diffuso.
Dal 1832 al 1862 fu presente nel paese Enrico Molaschi, detto "El Barbapedana", il più grande cantastorie lombardo dell'ottocento.
Nel 1879 giunse a Paullo il maestro Francesco Cazzulani che favorì la diffusione dell'insegnamento elementare. Nel 1897 fu aperto il primo asilo infantile ed un oratorio femminile. Dal 1902 l'asilo fu affidato alle Figlie di Maria Ausiliatrice, le suore che fino al 2010 hanno gestito l'omonima scuola dell'infanzia. In questo periodo Paullo contava circa 2 250 abitanti. Nel 1888 nacque il Corpo Bandistico "Santa Cecilia", tuttora attivo.

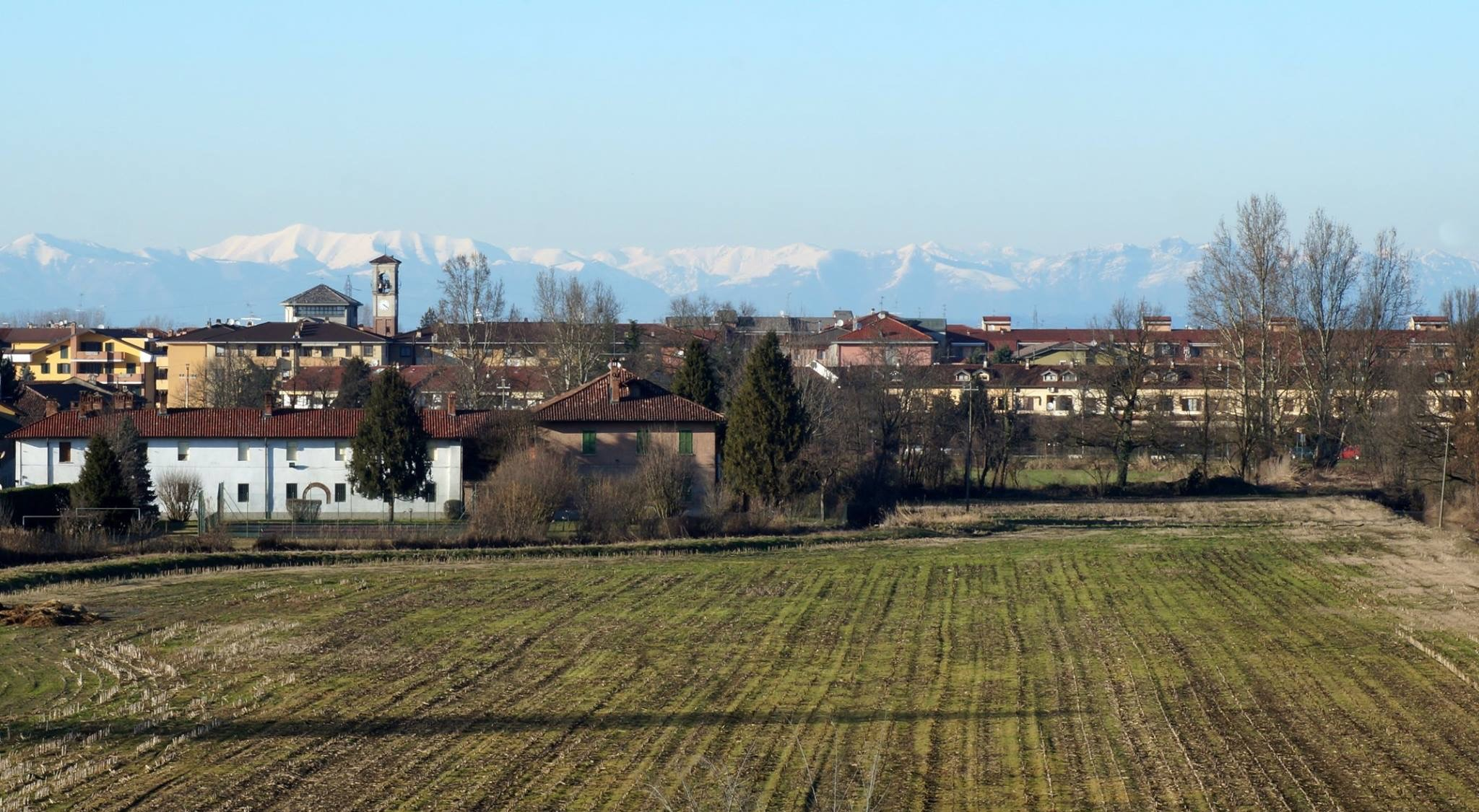
Vista di Paullo dalle campagne di Cossago

Il censimento del 1931 rilevò una popolazione di 2 707 abitanti. Quello del 1954 ne contò invece 3441. In tempi recenti Paullo è stato sede di scontri tra fascisti e partigiani, molto attivi nel territorio, dove spiccano le figure di Carlo Cavanna (1923–1944), comandante di Brigata della 175ª SAP della Divisione Garibaldina e di Teresita Cremonesi (1923–2007), staffetta insignita della medaglia al merito partigiano. Il 25 luglio 1944 gli ordigni sganciati da un aereo della Luftwaffe colpirono un'abitazione provocando 6 morti.
L'economia del paese è rimasta per secoli legata all'attività agricola (in particolare alla risicoltura e all'allevamento del bestiame), mentre a partire dal secondo dopoguerra cominciò a trasformarsi grazie allo sviluppo di un tessuto industriale. Attualmente la cittadina ha perso in gran parte la sua caratteristica di paese agricolo disseminato di cascine e ha subìto una forte urbanizzazione a partire dagli anni sessanta, trasformandosi in un centro commerciale, con qualche insediamento industriale.
Negli anni sessanta il paroliere e cantante Alberto Testa lanciò proprio a Paullo un disco ad esso dedicato, dal titolo Chiaro di luna a Paullo.
Nonostante i legami storici con il lodigiano, alla costituzione della provincia di Lodi (1992) il comune di Paullo decise di non farne parte, restando così l'ultimo comune della città metropolitana di Milano.
Il 2 aprile 2009 un decreto del Presidente della Repubblica ha insignito il comune del titolo di città.
Il 1º dicembre 2022 il Comune di Paullo riceve dal Consiglio d'Europa il Marchio Europeo di Eccellenza nella Governance (The European Label of Governance Excellence), unico comune del Sud Milano e del Lodigiano, insieme ad altri 38 comuni in tutta Italia.

### Simboli

#### Stemma

Lo stemma di Paullo

Lo stemma di Paullo ha una particolare bellezza araldica e uno spiccato senso di esclusività. È stato concesso dallo Stato il 30 aprile 1968 con decreto del presidente della Repubblica.
Lo stemma comunale è uno scudo suddiviso in tre parti: nella prima è raffigurata un'aquila nera coronata in campo aureo; nella seconda parte, tagliata d'azzurro e d'argento, campeggia una stella d'argento a cinque raggi; nel terzo campo, rosso, spiccano due pali d'oro.
La prima sezione riporta un’aquila “spiegata” (così definita, presenta le ali distese e rivolte verso il capo dello scudo, ossia verso l'alto) di chiara origine asmonea. Questa rappresentazione (per di più coronata) è un chiaro riferimento imperiale e la ritroviamo nello stemma della famiglia Carcassola (anche nel loro stemma coronata), prima titolare del feudo di Paullo. L'aquila imperiale la ritroviamo anche nello stemma della famiglia Tasso, seconda titolare del feudo di Paullo, così come concesso loro dall'imperatore Massimiliano I e confermato successivamente dall'imperatore Carlo V.
La seconda sezione è un riferimento ai colori araldici della famiglia Tasso, che hanno assunto anche il titolo di Marchesi di Paullo.
È presente una stella a cinque punte, antica rappresentazione che simboleggia anche l'Italia.
La terza sezione, che vede due pali araldici oro su fondo rosso, deriva dallo stemma della famiglia Ordogno de Rosales (d'oro, a tre pali di nero; alla bordura di rosso, caricata di otto rose d'argento) che esercitarono signoria di banno su Villambrera. Anche la stella è legata simbolicamente alle rose d'argento presenti sullo stemma della famiglia spagnola e che ritroviamo nella seconda sezione.
Il gonfalone è un drappo di giallo.

## Monumenti e luoghi d'interesse

### Architetture religiose

#### Chiesa parrocchiale dei Santi Quirico e Giulitta

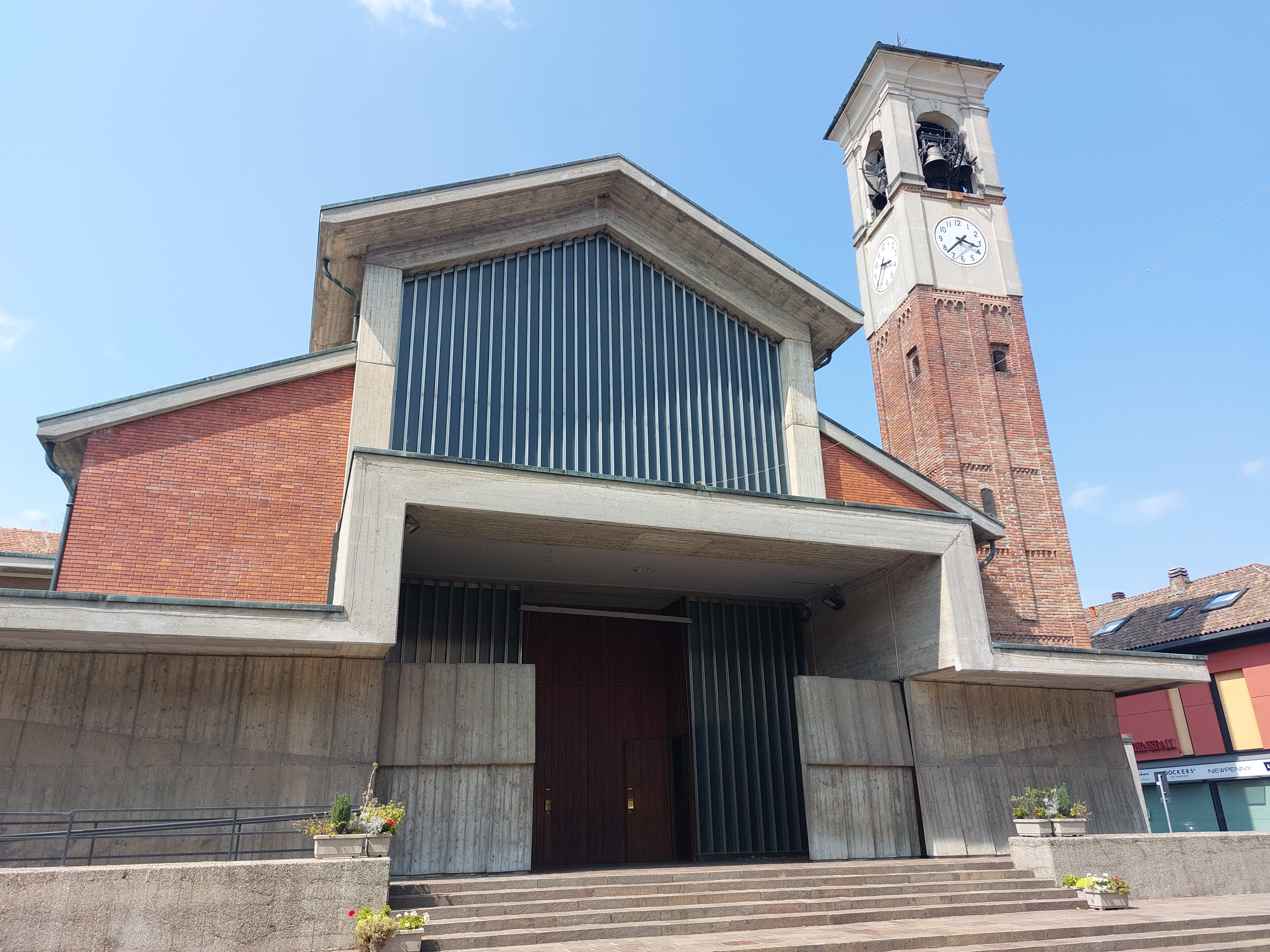
La Chiesa parrocchiale dei Santi Quirico e Giulitta

La Chiesa parrocchiale di Paullo fu realizzata in sostituzione della vecchia chiesa negli anni sessanta del secolo scorso, su progetto dell'architetto Giancarlo Santuz. L'edificio attuale conserva dell'antica parrocchiale solo il nome e il campanile costruito in stile romanico con mattoni a vista, si pensa, verso la fine del XVII secolo. La nuova parrocchiale fu consacrata dal vescovo di Lodi il 21 giugno 1969 e il 29 giugno il parroco vi celebrò la prima messa. L'antica chiesa fu costruita probabilmente nel XII secolo, tuttavia nel corso dell'Ottocento fu ristrutturata in stile neoclassico. L'organo a canne utilizzato ancora oggi nelle celebrazioni è stato costruito da Gerolamo Carrera nel 1844. Oggi è bisognoso di un'importante opera di restauro.
Nella chiesa è conservata una piccola reliquia dei due santi patroni.

#### Chiesa di San Tarcisio
La Chiesa di San Tarcisio fu realizzata negli anni settanta del secolo scorso, nell'ambito della costruzione di un villaggio residenziale, su progetto dell'architetto Gianfranco Andreoni. Venne intitolata al giovane martire del III secolo, San Tarcisio, in onore del vescovo di Lodi Tarcisio Vincenzo Benedetti, sotto il cui mandato a Paullo era stato costruito il nuovo oratorio e la nuova chiesa parrocchiale. La sua particolarità è la costruzione in cemento armato a forma di cupola.

#### Santuario di Santa Maria in Pratello
Secondo la tradizione la chiesa fu eretta per commemorare un evento miracoloso di cui fu protagonista una pastorella sordomuta, la quale riacquistò la parola pregando davanti ad un'immagine della Madonna dipinta su un muro. All'inizio del XIV secolo venne portata al "Pratello" la statua in legno raffigurante la Madonna col Bambino, e collocata in una nicchia sopra l'altare, dov'è tuttora. Il santuarietto ebbe un radicale rifacimento nel 1749, quando venne innalzata la cupola.
Nel 1956, fu eseguito un restauro generale della chiesa. Nel mese di maggio 2005 fu eseguito un restauro dell'affresco della Beata Vergine Maria e nello stesso anno il comune di Paullo ha provveduto al rinnovo delle aiuole, della fontana e del selciato antistanti la chiesa, creando, nello stesso tratto, una zona di solo passo pedonale.

### Architetture civili

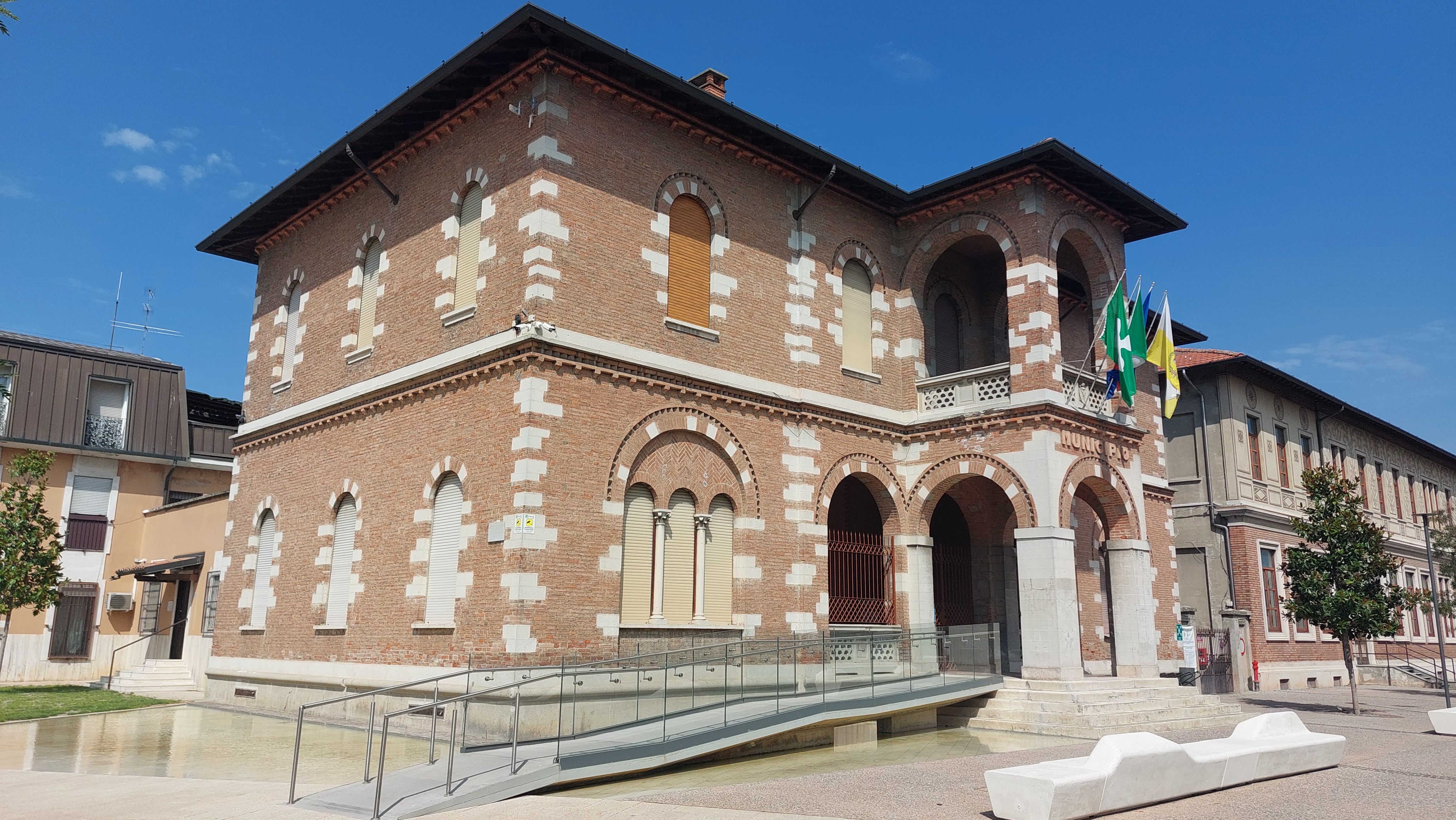
Il municipio di Paullo

#### Villa Moncucca
Villa Moncucca è l'edificio storico più importante presente sul territorio comunale. Nato originariamente come monastero, è stato trasformato nel corso degli anni fino a diventare un edificio destinato ad ospitare famiglie paullesi in difficoltà.

#### Palazzo comunale
L'edificio, insieme alla vicina biblioteca e alla scuola elementare "Giuseppe Mazzini", è uno degli edifici civili più antichi presenti sul territorio. L'edificio risale al 1908 mentre la palazzina situata all'interno del cortile è stata realizzata nel 1996. Il palazzo si affaccia sia su Piazza della Libertà, area pedonale, sia su via Mazzini, via centrale della città.

#### Biblioteca comunale
L'edificio, risalente al 1938 occupa la parte nord di Piazza della Libertà, immediatamente a ridosso su via Milano. Nel corso degli anni sono stati diversi i cambi di destinazione d'uso di questo edificio: da Casa del Popolo a sede di ambulatori medici mutualistici fino a diventare biblioteca comunale e sede del consiglio comunale alla fine degli anni ottanta. Attualmente è ricca di circa 35 000 volumi ed è integrata nell'Azienda consortile CUBI.

#### L'ex scuola elementareGiuseppe Mazzini
L'ex scuola elementare “Giuseppe Mazzini” è uno degli edifici più antichi e di pregio presenti sul territorio comunale. Risalente al 1915, occupa una posizione centrale della città, attestandosi su via Mazzini a ridosso del palazzo comunale.
Il palazzo è oggetto di un importante progetto di rigenerazione urbana finanziato dal Piano Nazionale di Ripresa e Resilienza, al fine di trasformarlo in un innovativo Polo culturale e sociale.

## Società

### Evoluzione demografica
- 2 155 nel 1809 dopo annessione di Tribiano e Merlino
- 2 376 nel 1814
- 1 686 nel 1853
- 1 717 nel 1859

Abitanti censiti

### Etnie e minoranze straniere
Secondo le statistiche ISTAT al 1º gennaio 2021 la popolazione straniera residente nel comune era di 1 338 persone, pari al 12% della popolazione.
Le nazionalità maggiormente rappresentate in base alla loro percentuale sul totale della popolazione residente erano:
- Romania 334
- Marocco 128
- Egitto 109
- Perù 103
- Albania 71
- Bulgaria 65
- Senegal 61
- Ecuador 57
- Moldavia 50
- India 47

### Lingue e dialetti
A Paullo è parlato il dialetto paullese un dialetto simile a quello lodigiano con dei ricordi a quello milanese una delle varianti del ramo occidentale o insubre della lingua lombarda.

### Religione
La maggioranza della popolazione è cattolica. L'immigrazione di cittadini comunitari ed extra-comunitari ha portato all'insediamento di minoranze di ortodossi e musulmani. La comunità paullese possiede un'unica parrocchia. Paullo pur essendo nella città metropolitana di Milano fa parte della Diocesi di Lodi. Il vicariato di Paullo comprende venti parrocchie, con una popolazione di circa 33 000 abitanti.
Altre comunità religiose presenti sono:
- la Congregazione Cristiana dei Testimoni di Geova, che ha il suo luogo di culto in Via Leopardi;
- la Chiesa cristiana evangelica che ha il suo punto di riferimento in via Mascherpa.

## Cultura

### Istruzione
A Paullo sono presenti 5 plessi scolastici pubblici: una Secondaria di primo grado, due Scuole primarie, una Scuola dell'infanzia ed un Asilo nido comunale. Oltre a queste strutture sono presenti alcuni asili nido privati e una Scuola dell'infanzia in precedenza gestita dalle Suore di Maria Ausiliatrice, ora facente parte delle Scuole Diocesane di Lodi.

### Stampa
Dal 1986 viene diffuso Comune Aperto, periodico a cura dell'amministrazione comunale. Su Il Cittadino e  Il Giorno sono presenti sezioni dedicate a Paullo.

### Cucina
Il dolce tipico di Paullo è la torta Chiaro di luna, che deve il suo nome proprio alla canzone del paroliere e autore televisivo Alberto Testa, datata 1962. L'inventore della torta è stato Ettore Pahor, che all'epoca del disco di Testa era l'unico pasticciere a Paullo. A lui l'allora sindaco del paese chiese di creare un dolce per festeggiare il lancio a Paullo del brano di Testa, con tanto di gemellaggio con i francesi di Maubeuge. Gli ingredienti base sono pasta frolla, mandorle e marmellata.
Nel 1945 è stato selezionato a Paullo da Angelo De Vecchi il riso Carnaroli.

### Concorsi
Il Premio Letterario Internazionale Lago Gerundo, patrocinato dalla Regione Lombardia, è organizzato annualmente dall'assessorato alla Cultura e di Paullo e dall’Associazione Culturale “Frontiera”, con la collaborazione degli editori Meravigli, Puntoacapo e Perlascena.it.
Il concorso è aperto a tutti gli scrittori italiani e stranieri (purché in traduzione italiana) anche già premiati in altri concorsi. Il concorso si svolge dal 2002.
Dal 2017 si svolge anche il "Concorso nazionale per illustratori "Tarantasio", organizzato annualmente dall'assessorato alla Cultura, nato dal connubio tra letteratura e immagine.

## Geografia antropica

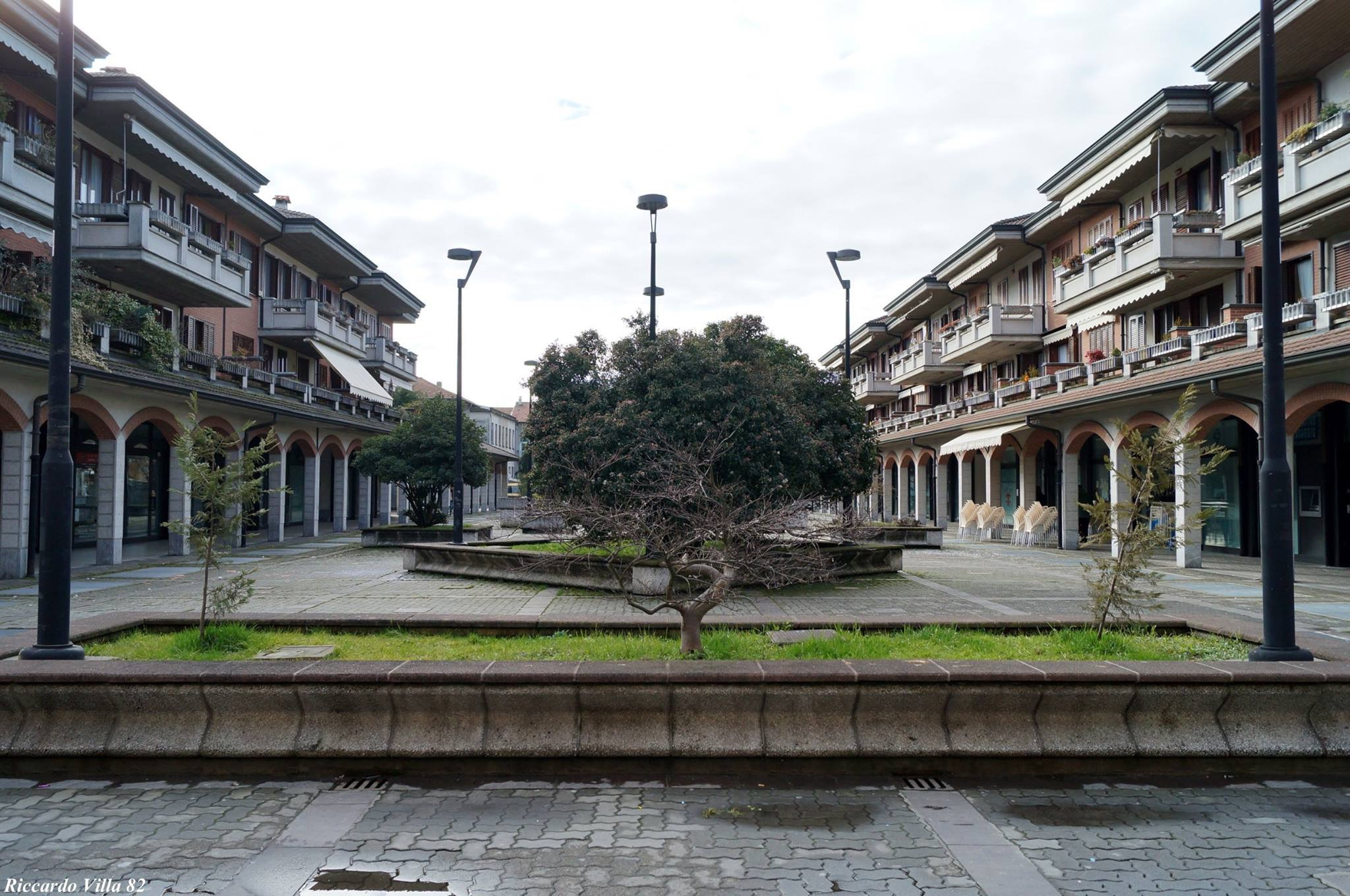
Piazza Berlinguer

Secondo l'ISTAT, il territorio comunale comprende il centro abitato di Paullo e la località di Conterico.

### Urbanistica
La conformazione stradale e di conseguenza degli isolati urbani è riconducibile al tipico assetto dell'impianto romano, che identifica il cardo (esteso in senso nord-sud, con l’attuale via Matteotti) e il decumano (esteso da est a ovest, verosimilmente con l’odierna via Milano), a loro volta collegati direttamente con le direttrici principali degli assi Lodi-Bergamo e Milano-Crema.

## Economia

### Agricoltura
Nell'economia locale l'agricoltura, praticata con successo grazie alle favorevoli caratteristiche del terreno, continua a rivestire un ruolo importante: si coltivano essenzialmente cereali e foraggi; sviluppato è anche l'allevamento di bovini.

### Industria
Il tessuto industriale è costituito da stabilimenti lattiero-caseari, di prodotti farmaceutici e del vetro; a questi si affiancano varie imprese edili. Nel 2008 le imprese censite nel territorio del comune sono 615 per un totale di 1817 addetti (Anno 2005). Di queste 69 per 415 addetti appartengono al comparto dell'industria; 172 per 304 addetti al comparto del commercio; 258 per 970 addetti al comparto servizi.

## Infrastrutture e trasporti

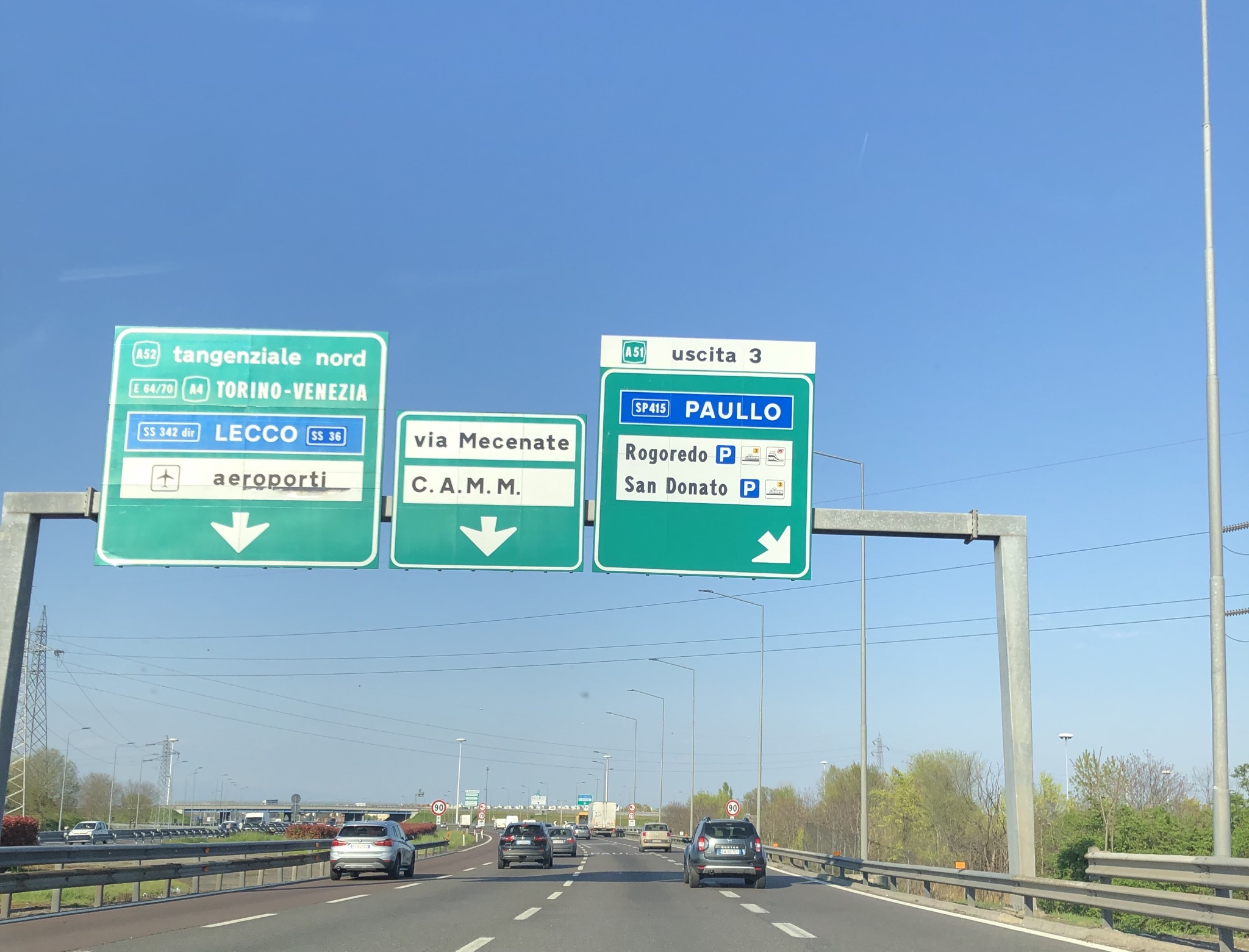
Lo svincolo per Paullo lungo la tangenziale est di Milano.

### Strade
Paullo è interessato dalle seguenti direttrici stradali: strada provinciale ex SS 415 Paullese, strada provinciale 15b "Vecchia Paullese", strada provinciale 16, strada provinciale 158, strada provinciale 181.
Il comune è servito dalla tangenziale est di Milano e dalla tangenziale est esterna di Milano tramite un casello omonimo.

### Mobilità urbana
I trasporti urbani e interurbani di Paullo vengono svolti con autoservizi di linea gestiti dalle società Autoguidovie Italiane e STAR Mobility. È inoltre in progetto il prolungamento della linea M3 della metropolitana di Milano con due fermate nel territorio paullese.

## Amministrazione
| Periodo        | Periodo        | Primo cittadino         | Partito                                                                                       | Carica                  | Note   |
| -------------- | -------------- | ----------------------- | --------------------------------------------------------------------------------------------- | ----------------------- | ------ |
| 1945           | 1945           | Giacomo Ferrario        |                                                                                               | Commissario prefettizio |        |
| 1946           | 1946           | Mario Gabbini           |                                                                                               | Sindaco                 |        |
| 1946           | 1956           | Pietro Cremonesi        |                                                                                               | Sindaco                 |        |
| 1956           | 1970           | Pietro Dovera           | Partito Socialista Italiano                                                                   | Sindaco                 |        |
| 1970           | 1985           | Camillo Costantino      | Partito Socialista Italiano                                                                   | Sindaco                 |        |
| 1985           | 14 giugno 2004 | Massimo Gatti           | Partito Comunista Italiano successivamente, lista civica di centrosinistra "Per Paullo Città" | Sindaco                 |        |
| 14 giugno 2004 | 26 maggio 2014 | Claudio Mazzola         | Lista civica di centrosinistra "Per Paullo Città"                                             | Sindaco                 | [ 18 ] |
| 26 maggio 2014 | 10 giugno 2024 | Federico Lorenzini      | Lista civica "Per la Città di Paullo"                                                         | Sindaco                 | [ 19 ] |
| 10 giugno 2024 | in carica      | Luigi Agostino Gianolli | Lista civica "Per la Città di Paullo"                                                         | Sindaco                 | [ 20 ] |

## Sport
Hanno sede nel comune la società Paullese Calcio, che ha disputato campionati dilettantistici regionali, e la Rugby Gerundi, fino alla stagione 2015-2016 in Serie D.
A Paullo era presente una squadra di pallacanestro, attiva dal 1969 al 1981 come Pallacanestro Polisportiva ACLI Paullo. È stata rifondata nel 1992 come A.S.D. Pro Paullo.
Ha sede a Paullo la Ginnastica Artistica Paullese fondata nel 1978 poi rifondata nel 2012 come a. S. D. Ginnastica Paullese